# Llista de cràters de Cal·listo
En aquest article només es mostra els noms oficials aprovats per la Unió Astronòmica Internacional (UAI).
Aquesta és una llista de cràters amb nom de Cal·listo, una de les moltes llunes de Júpiter, descoberta per Galileo Galilei el 1610. És el segon satèl·lit natural amb més cràters del Sistema Solar, després de la Lluna.
El 2019, els 142 cràters amb nom de Cal·listo representaven el 2,59% dels 5.475 cràters amb nom del Sistema Solar. Altres cossos amb cràters amb nom són Amaltea (2), Ariel (17), Caront (6), Ceres (115), Dàctil (2), Deimos (2), Dione (73), Encèlad (53), Epimeteu (2), Eros (37), Europa (41), Febe (24), Fobos (17), Ganímedes (132), Gaspra (31), Hiperió (4), Ida (21), Itokawa (10), Janus (4), Japet (58), Lluna (1624), Lutècia (19), Mart (1124), Mathilde (23), Mercuri (402), Mimas (35), Miranda (7), Oberó (9), Plutó (5), Proteu (1), Puck (3), Rea (128), Šteins (23), Tebe (1), Terra (190), Tetis (50), Tità (11), Titània (15), Tritó (9), Umbriel (13), Venus (900), i Vesta (90).

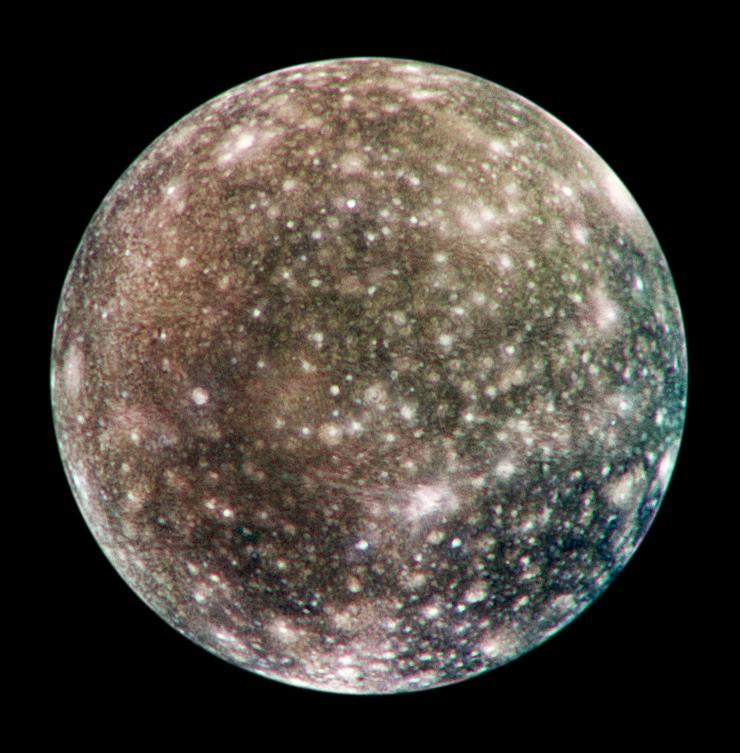
Imatge de Cal·listo (Júpiter iv)
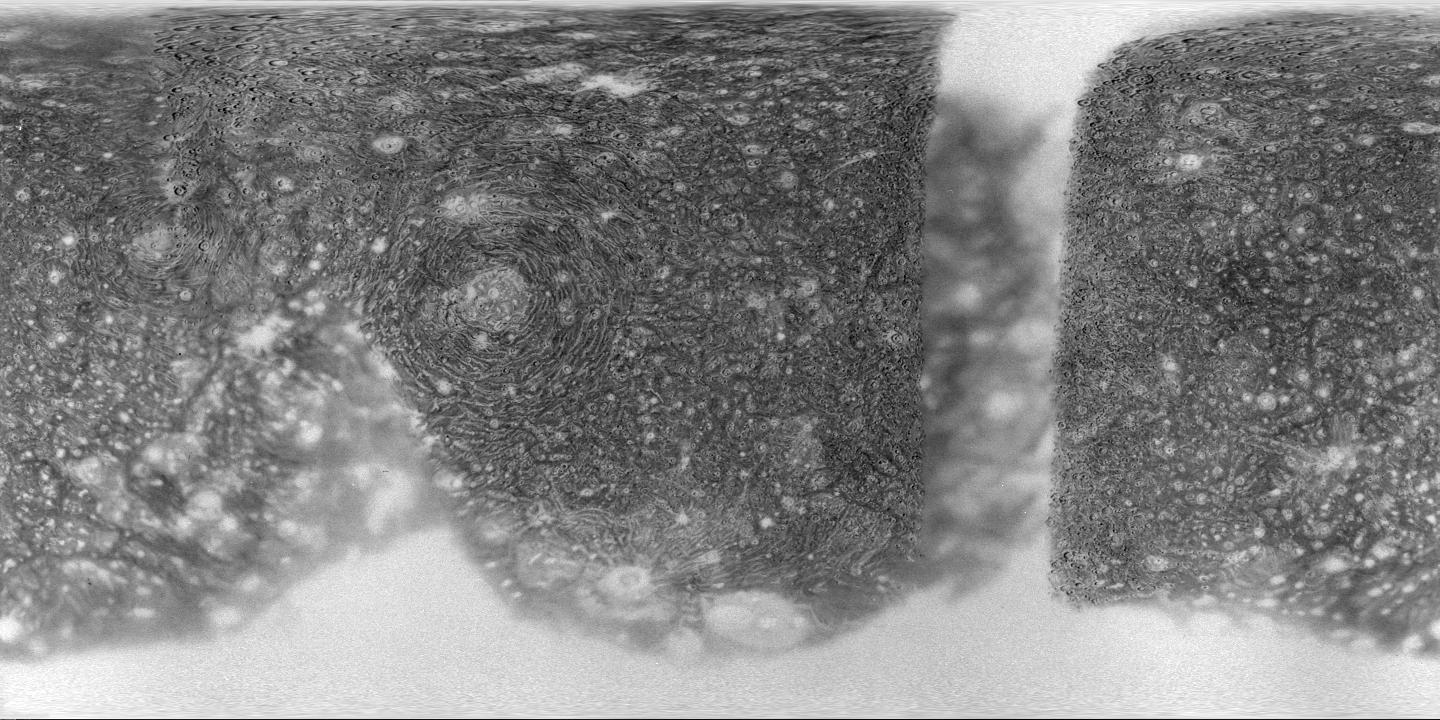
Mapa topogràfic de Cal·listo

L'antiga superfície de Cal·listo és una de les més fortament crateritzades del Sistema Solar. De fet, la densitat de cràters és propera a la saturació; qualsevol nou cràter tendirà a esborrar-ne un de més antic. La geologia a gran escala és relativament senzilla; no hi ha grans muntanyes a Cal·listo, volcans ni altres característiques tectòniques endògenes. Els cràters d'impacte i les estructures de diversos anells (juntament amb fractures, cingles i deposicions associades) són les úniques característiques importants que es troben a la superfície.

## Llista
La majoria de cràters de Cal·listo porten els noms de deïtats i herois de mitologies nòrdiques. Les excepcions són els cràters Lycaon, Arcas, Dia, Nyctimus, Orestheus i Dryops dedicats respectivament al pare, fill, germana, dos germans i un nebot de la nimfa Cal·listo de la mitologia grega, així com el cràter Mera dedicat a una altra nimfa també seduïda per Zeus com Cal·listo.
| Cràter     | Coordenades                            | Diàmetre (km) | Epònim | Ref.  |
| ---------- | -------------------------------------- | ------------- | --- | ----- |
| Adal       | 75° 30′ N, 79° 42′ O / 75.5°N,79.7°O   | 41,7          | Adal - mitologia nòrdica, fill de Karl i Erna.                                                                                  | WGPSN |
| Aegir      | 45° 48′ S, 103° 48′ O / 45.8°S,103.8°O | 53,9          | Ægir - mitologia nòrdica, jǫtunn rei del mar.                                                                                   | WGPSN |
| Agloolik   | 47° 42′ S, 82° 24′ O / 47.7°S,82.4°O   | 61,6          | Agloolik - mitologia inuit, esperit que viu sota el gel i ajuda als caçadors i als pescadors.                                   | WGPSN |
| Ägröi      | 43° 12′ N, 10° 54′ O / 43.2°N,10.9°O   | 67,4          | Ägröi - mitologia finlandesa, déu de la fertilitat. També s'anomena Äkräs o Egreš.                                              | WGPSN |
| Ahti       | 41° 24′ N, 102° 24′ O / 41.4°N,102.4°O | 54,8          | Aht - mitologia finlandesa, déu del mar i de la pesca.                                                                          | WGPSN |
| Ajleke     | 22° 42′ N, 101° 24′ O / 22.7°N,101.4°O | 70,0          | Ajleke - mitologia sami, déu de les festes.                                                                                     | WGPSN |
| Akycha     | 72° 36′ N, 41° 18′ E / 72.6°N,41.3°E   | 81,0          | Akycha - mitologia inuit d'Alaska, divinitat del Sol.                                                                           | WGPSN |
| Alfr       | 9° 54′ S, 137° 18′ E / 9.9°S,137.3°E   | 96,0          | Alfr - elf corresponent en la mitologia nòrdica.                                                                                | WGPSN |
| Áli        | 59° 00′ N, 55° 54′ O / 59°N,55.9°O     | 32,9          | Áli - rei mític de la mitologia nòrdica, també anomenat Onela.                                                                  | WGPSN |
| Ánarr      | 44° 00′ N, 0° 30′ O / 44°N,0.5°O       | 41,7          | Annarr - nan de la mitologia nòrdica.                                                                                           | WGPSN |
| Arcas      | 85° 36′ S, 67° 30′ O / 85.6°S,67.5°O   | 60,9          | Arcas - mitologia grega, fill de Cal·listo i Zeus.                                                                              | WGPSN |
| Askr       | 51° 48′ N, 35° 54′ E / 51.8°N,35.9°E   | 68,8          | Askr - mitologia nòrdica, el primer home creat pels déus a partir d'un tronc de freixe.                                         | WGPSN |
| Audr       | 30° 54′ S, 80° 36′ O / 30.9°S,80.6°O   | 80,8          | Auðr - personatge de la mitologia nòrdica, ancestre d'Ótr.                                                                      | WGPSN |
| Austri     | 80° 54′ S, 64° 30′ O / 80.9°S,64.5°O   | 15,0          | Austri - mitologia nòrdica, un dels quatre nans que sostenen la volta celestial.                                                | WGPSN |
| Aziren     | 35° 24′ N, 178° 12′ O / 35.4°N,178.2°O | 55,6          | Aziren - mitologia estoniana, esperit de la mort.                                                                               | WGPSN |
| Balkr      | 28° 54′ N, 11° 42′ O / 28.9°N,11.7°O   | 68,0          | Balkr - personatge de la mitologia nòrdica, ancestre d'Ótr.                                                                     | WGPSN |
| Barri      | 31° 30′ S, 70° 30′ O / 31.5°S,70.5°O   | 69,0          | Barri - personatge de la mitologia nòrdica, ancestre d'Ótr.                                                                     | WGPSN |
| Bavörr     | 49° 06′ N, 20° 00′ O / 49.1°N,20°O     | 85,3          | Bavörr - nan de la mitologia nòrdica.                                                                                           | WGPSN |
| Beli       | 62° 36′ N, 80° 12′ O / 62.6°N,80.2°O   | 55,6          | Belenos - mitologia celta, déu del Sol i pare mitològic de Cassivelaune.                                                        | WGPSN |
| Biflindi   | 53° 36′ S, 74° 06′ O / 53.6°S,74.1°O   | 58,0          | Biflindi - mitologia nòrdica, un dels epítets d'Odin, que significa «qui sacseja la llança».                                    | WGPSN |
| Bragi      | 75° 30′ N, 60° 42′ O / 75.5°N,60.7°O   | 61,8          | Bragi - mitologia nòrdica, déu de la poesia i dels bards.                                                                       | WGPSN |
| Brami      | 28° 48′ N, 19° 00′ O / 28.8°N,19°O     | 75,7          | Brami - personatge de la mitologia nòrdica, ancestre d'Ótr.                                                                     | WGPSN |
| Bran       | 24° 12′ S, 154° 24′ E / 24.2°S,154.4°E | 78,0          | Brân - personatge de la mitologia celta.                                                                                        | WGPSN |
| Buga       | 22° 18′ N, 36° 06′ E / 22.3°N,36.1°E   | 59,0          | Buga - mitologia dels evenkis, déu del cel.                                                                                     | WGPSN |
| Buri       | 37° 30′ S, 45° 30′ O / 37.5°S,45.5°O   | 86,0          | Buri - mitologia nòrdica, el primer déu.                                                                                        | WGPSN |
| Burr       | 42° 42′ N, 134° 30′ O / 42.7°N,134.5°O | 75,4          | Bor - mitologia nòrdica, fill de Buri i pare d'Odin.                                                                            | WGPSN |
| Dag        | 58° 30′ N, 73° 18′ O / 58.5°N,73.3°O   | 46,6          | Dagr - mitologia nòrdica, deïtat que personificació el dia.                                                                     | WGPSN |
| Danr       | 62° 30′ N, 76° 54′ O / 62.5°N,76.9°O   | 45,2          | Danr - mitologia nòrdica, nom d'alguns reis llegendaris danesos.                                                                | WGPSN |
| Debegey    | 10° 12′ N, 166° 12′ O / 10.2°N,166.2°O | 125,0         | Debegey - mitologia dels iukaghirs, heroi mitològic i el primer home.                                                           | WGPSN |
| Dia        | 73° 00′ N, 50° 30′ O / 73°N,50.5°O     | 34,4          | Dia - mitologia grega, germana de Cal·listo.                                                                                    | WGPSN |
| Doh        | 30° 36′ N, 141° 24′ O / 30.6°N,141.4°O | 59,5          | Doh - mitologia dels kets, un xaman que va crear la Terra.                                                                      | WGPSN |
| Dryops     | 80° 00′ N, 34° 48′ O / 80°N,34.8°O     | 31,5          | Driops - mitologia grega, nebot de Cal·listo, fill de Dia i Apol·lo.                                                            | WGPSN |
| Durinn     | 67° 00′ N, 89° 06′ O / 67°N,89.1°O     | 51,6          | Durinn - mitologia nòrdica, un dels set primers nans.                                                                           | WGPSN |
| Egdir      | 33° 54′ N, 35° 54′ O / 33.9°N,35.9°O   | 60,6          | Egdir - mitologia nòrdica, pastor gegant i músic d'arpa jugador. També es diu Eggthér.                                          | WGPSN |
| Egres      | 42° 30′ N, 176° 36′ O / 42.5°N,176.6°O | 45,5          | Egreš - mitologia de Carèlia, déu de la fertilitat, equivalent a Äkräs de la mitologia finlandesa.                              | WGPSN |
| Erlik      | 66° 48′ N, 1° 18′ O / 66.8°N,1.3°O     | 26,6          | Erlik - mitologia dels pobles siberians, el primer home que es va rebel·lar contra els déus i es va convertir en un dimoni.     | WGPSN |
| Fadir      | 56° 36′ N, 12° 36′ O / 56.6°N,12.6°O   | 78,6          | Faðir - mitologia nòrdica, camperol i marit d'una de les tres parelles que va allotjar a Ríg (en el poema Rígsþula).            | WGPSN |
| Fili       | 64° 12′ N, 10° 18′ E / 64.2°N,10.3°E   | 31,7          | Fili - nan de la mitologia nòrdica.                                                                                             | WGPSN |
| Finnr      | 15° 30′ N, 4° 18′ O / 15.5°N,4.3°O     | 80,0          | Finnr - nan de la mitologia nòrdica.                                                                                            | WGPSN |
| Freki      | 79° 48′ N, 8° 18′ E / 79.8°N,8.3°E     | 55,0          | Freki - mitologia nòrdica, un dels dos llops d'Odin. El nom vol dir «cobdiciós».                                                | WGPSN |
| Frodi      | 68° 24′ N, 139° 54′ O / 68.4°N,139.9°O | 45,9          | Fróði - mitologia nòrdica, nom d'alguns reis llegendaris danesos.                                                               | WGPSN |
| Fulla      | 74° 00′ N, 108° 06′ O / 74°N,108.1°O   | 58,9          | Fulla - mitologia nòrdica, divinitat al servei de Frigg.                                                                        | WGPSN |
| Fulnir     | 60° 06′ N, 35° 18′ O / 60.1°N,35.3°O   | 43,1          | Fulnir - mitologia nòrdica, fill de Thræl, fill de la primera parella visitada per Ríg (en el poema Rígsþula).                  | WGPSN |
| Gandalfr   | 80° 30′ S, 63° 36′ O / 80.5°S,63.6°O   | 17,0          | Gandalfr - nan de la mitologia nòrdica.                                                                                         | WGPSN |
| Geri       | 66° 42′ N, 6° 12′ E / 66.7°N,6.2°E     | 38,9          | Geri - mitologia nòrdica, un dels dos llops d'Odin. El nom vol dir «voraç».                                                     | WGPSN |
| Ginandi    | 85° 18′ S, 52° 06′ O / 85.3°S,52.1°O   | 44,4          | Ginandi - personatge de la mitologia nòrdica, ancestre d'Ótr.                                                                   | WGPSN |
| Gisl       | 57° 12′ N, 34° 36′ O / 57.2°N,34.6°O   | 37,0          | Gisl - mitologia nòrdica, un els cavalls dels Æsir.                                                                             | WGPSN |
| Gloi       | 49° N, 115° E / 49°N,115°E             | 115,3         | Gloi - nan de la mitologia nòrdica.                                                                                             | WGPSN |
| Göll       | 57° 18′ N, 40° 18′ E / 57.3°N,40.3°E   | 55,4          | Göll - valquíria de la mitologia nòrdica. El nom vol dir «turbulència».                                                         | WGPSN |
| Göndul     | 60° 00′ N, 114° 06′ O / 60°N,114.1°O   | 45,5          | Göndul - valquíria de la mitologia nòrdica. El nom vol dir «portadora de la vareta màgica».                                     | WGPSN |
| Grimr      | 41° 30′ N, 145° 24′ E / 41.5°N,145.4°E | 103,2         | Grimr - Un dels epítets d'Odin.                                                                                                 | WGPSN |
| Gunnr      | 64° 36′ N, 104° 42′ O / 64.6°N,104.7°O | 61,1          | Gunnr - valquíria de la mitologia nòrdica. El nom vol dir «batalla».                                                            | WGPSN |
| Gymir      | 63° 42′ N, 48° 48′ O / 63.7°N,48.8°O   | 40,6          | Gymir - mitologia nòrdica, el nom d'Ægir en el poema Skáldskaparmál.                                                            | WGPSN |
| Hábrok     | 76° 12′ N, 131° 54′ O / 76.2°N,131.9°O | 37,2          | Hábrók - mitologia nòrdica, «el millor dels falcons».                                                                           | WGPSN |
| Haki       | 25° 00′ N, 44° 54′ E / 25°N,44.9°E     | 72,2          | Haki - mitologia nòrdica, un dels reis del mar.                                                                                 | WGPSN |
| Hár        | 3° 30′ S, 2° 00′ E / 3.5°S,2°E         | 52,2          | Hár - mitologia nòrdica, un dels epítets d'Odin.                                                                                | WGPSN |
| Heimdall   | 63° 30′ S, 3° 00′ E / 63.5°S,3°E       | 210,0         | Heimdallr - mitologia nòrdica, déu guardià, vigilant del Bifröst.                                                               | WGPSN |
| Hepti      | 64° 30′ N, 23° 24′ O / 64.5°N,23.4°O   | 48,6          | Hepti - nan de la mitologia nòrdica.                                                                                            | WGPSN |
| Hijsi      | 63° 06′ N, 171° 30′ O / 63.1°N,171.5°O | 54,1          | Hiisi - mitologia ugrofinesa, l'esperit maligne associat a boscos, cursos d'aigua i turons.                                     | WGPSN |
| Hödr       | 69° 06′ N, 89° 12′ O / 69.1°N,89.2°O   | 76,5          | Hödr - mitologia nòrdica, el germà cec de Bàlder.                                                                               | WGPSN |
| Hoenir     | 33° 42′ S, 99° 06′ E / 33.7°S,99.1°E   | 81,1          | Hœnir - mitologia nòrdica, qui va ajudar a Odin a crear els primers homes.                                                      | WGPSN |
| Högni      | 11° 48′ S, 4° 48′ O / 11.8°S,4.8°O     | 76,0          | Haguna - personatge de la mitologia nòrdica, ancestre d'Ótr.                                                                    | WGPSN |
| Höldr      | 43° 54′ N, 108° 12′ O / 43.9°N,108.2°O | 68,1          | Höldr - mitologia nòrdica, fill de Karl, fill de la segona parella visitada per Ríg (en el poema Rígsþula).                     | WGPSN |
| Igaluk     | 5° 36′ N, 44° 00′ E / 5.6°N,44°E       | 111,7         | Igaluk - mitologia inuit d'Alaska, divinitat de la Lluna. També anomenada Aningan a Groenlàndia.                                | WGPSN |
| Ilma       | 29° 54′ S, 167° 12′ O / 29.9°S,167.2°O | 102,0         | Ilma - mitologia finlandesa, divinitat de l'aire.                                                                               | WGPSN |
| Ivarr      | 5° 48′ S, 38° 36′ E / 5.8°S,38.6°E     | 73,1          | Ivarr - personatge de la mitologia nòrdica, ancestre d'Ótr.                                                                     | WGPSN |
| Jalkr      | 38° 36′ S, 82° 42′ O / 38.6°S,82.7°O   | 93,5          | Iálkr - mitologia nòrdica, un dels epítets d'Odin.                                                                              | WGPSN |
| Jumal      | 58° 54′ N, 118° 00′ O / 58.9°N,118°O   | 58,5          | Jumal - mitologia estoniana, déu del cel.                                                                                       | WGPSN |
| Jumo       | 65° 42′ N, 11° 48′ O / 65.7°N,11.8°O   | 43,6          | Jumo - mitologia ugrofinesa, déu del cel.                                                                                       | WGPSN |
| Kári       | 48° 12′ N, 116° 18′ O / 48.2°N,116.3°O | 34,5          | Kári - mitologia nòrdica, personificació del vent, ancestre d'Ótr.                                                              | WGPSN |
| Karl       | 56° 24′ N, 29° 24′ E / 56.4°N,29.4°E   | 34,0          | Karl - mitologia nòrdica, fill de la segona parella visitada per Ríg (en el poema Rígsþula).                                    | WGPSN |
| Keelut     | 76° 48′ S, 90° 54′ O / 76.8°S,90.9°O   | 64,0          | Keelut - mitologia inuit d'Alaska, esperit malvat semblant a un gos sense pèl.                                                  | WGPSN |
| Kul'       | 62° 54′ N, 121° 54′ O / 62.9°N,121.9°O | 40,5          | Kul' - mitologia dels komis, esperit dels arbres.                                                                               | WGPSN |
| Lempo      | 25° 12′ S, 40° 06′ E / 25.2°S,40.1°E   | 41,3          | Lempo - mitologia ugrofinesa, esperit malvat.                                                                                   | WGPSN |
| Ljekio     | 49° 06′ N, 162° 18′ O / 49.1°N,162.3°O | 23,8          | Ljekio - mitologia finlandesa, déu de l'herba i les arrels de l'arbre.                                                          | WGPSN |
| Lodurr     | 50° 48′ S, 89° 54′ E / 50.8°S,89.9°E   | 72,0          | Lóðurr - mitologia nòrdica, qui va ajudar a Odin a crear els primers homes.                                                     | WGPSN |
| Lofn       | 56° 30′ S, 22° 18′ O / 56.5°S,22.3°O   | 200,0         | Lofn - mitologia nòrdica, deessa del matrimoni.                                                                                 | WGPSN |
| Loni       | 3° 36′ S, 145° 42′ E / 3.6°S,145.7°E   | 85,0          | Loni - nan de la mitologia nòrdica.                                                                                             | WGPSN |
| Losy       | 65° 18′ N, 36° 42′ E / 65.3°N,36.7°E   | 62,1          | Losy - mitologia mongola, una serp maldestra que tracta de matar tots els éssers vius.                                          | WGPSN |
| Lycaon     | 45° 24′ S, 5° 54′ O / 45.4°S,5.9°O     | 59,0          | Licàon - mitologia grega, pare de Cal·listo.                                                                                    | WGPSN |
| Maderatcha | 30° 42′ N, 95° 18′ O / 30.7°N,95.3°O   | 66,2          | Maderakka - mitologia sami, divinitat celeste, conegut també com Sarakka o Uksakka.                                             | WGPSN |
| Mera       | 64° 06′ N, 75° 12′ O / 64.1°N,75.2°O   | 39,5          | Mera - mitologia grega, ninfa d'Àrtermis, assassinada per deixar-se seduir per Zeus.                                            | WGPSN |
| Mimir      | 32° 36′ N, 53° 12′ O / 32.6°N,53.2°O   | 47,7          | Mímir - mitologia nòrdica, déu de la saviesa.                                                                                   | WGPSN |
| Mitsina    | 57° 30′ N, 103° 42′ O / 57.5°N,103.7°O | 40,4          | Mitsina - mitologia nòrdica d'Alaska, un vell home mort mentre caçava al gel.                                                   | WGPSN |
| Modi       | 66° 24′ N, 119° 18′ O / 66.4°N,119.3°O | 37,8          | Móði - mitologia nòrdica, fill de Thor i Sif.                                                                                   | WGPSN |
| Nakki      | 56° 24′ S, 69° 42′ O / 56.4°S,69.7°O   | 59,8          | Näkki - mitologia finesa, esperit de l'aigua.                                                                                   | WGPSN |
| Nama       | 57° N, 29° E / 57°N,29°E               | 30,1          | Nama - mitologia altaica, heroi que va construir una arca per salvar-se del diluvi universal.                                   | WGPSN |
| Nár        | 1° 30′ S, 46° 00′ O / 1.5°S,46°O       | 56,9          | Nár - nan de la mitologia nòrdica.                                                                                              | WGPSN |
| Nerrivik   | 16° 54′ S, 56° 24′ O / 16.9°S,56.4°O   | 44,3          | Nerrivik - mitologia inuit d'Alaska, deessa mare del mar. Correspon a la deessa Sedna dels inuit de Canadà.                     | WGPSN |
| Nidi       | 66° 24′ N, 94° 54′ O / 66.4°N,94.9°O   | 49,3          | Niði - nan de la mitologia nòrdica.                                                                                             | WGPSN |
| Nirkes     | 31° 24′ N, 164° 18′ O / 31.4°N,164.3°O | 58,5          | Nyyrikki - mitologia finlandesa, déu de la caça.                                                                                | WGPSN |
| Njord      | 16° 42′ N, 132° 36′ O / 16.7°N,132.6°O | 44,6          | Njörðr - mitologia nòrdica, déu del mar, vent, pertorbacions, fertilitat i riquesa.                                             | WGPSN |
| Nori       | 45° 12′ N, 16° 24′ E / 45.2°N,16.4°E   | 114,0         | Norðri - mitologia nòrdica, un dels quatre nans que sostenen la volta celestial.                                                | WGPSN |
| Norov-Ava  | 54° 36′ N, 112° 48′ O / 54.6°N,112.8°O | 41,4          | Norov-Ava - mitologia dels mordvians, deessa dels camps.                                                                        | WGPSN |
| Nuada      | 62° 18′ N, 87° 30′ E / 62.3°N,87.5°E   | 66,0          | Nuada - mitologia irlandesa, primer governant de la Túatha Dé Danann.                                                           | WGPSN |
| Numi-Torum | 50° 06′ S, 92° 54′ O / 50.1°S,92.9°O   | 75,6          | Numi-Torum - mitologia dels mansis, déu creador.                                                                                | WGPSN |
| Nyctimus   | 62° 48′ S, 3° 54′ O / 62.8°S,3.9°O     | 34,0          | Níctim - mitologia grega, germà de Cal·listo.                                                                                   | WGPSN |
| Oluksak    | 47° 48′ S, 63° 30′ O / 47.8°S,63.5°O   | 86,7          | Oluksak - mitologia inuit, deïtat dels llacs.                                                                                   | WGPSN |
| Omol'      | 42° 18′ N, 116° 54′ O / 42.3°N,116.9°O | 60,4          | Omol' - mitologia dels komis, deïtat d'arbres.                                                                                  | WGPSN |
| Orestheus  | 46° 42′ S, 47° 42′ O / 46.7°S,47.7°O   | 22,5          | Orestes - mitologia grega, germà de Cal·listo.                                                                                  | WGPSN |
| Oski       | 57° 30′ N, 91° 00′ E / 57.5°N,91°E     | 48,1          | Óski - mitologia nòrdica, un dels epítets d'Odin.                                                                               | WGPSN |
| Ottar      | 61° 30′ N, 103° 54′ O / 61.5°N,103.9°O | 59,8          | Óttar - mitologia nòrdica, pupil de la deessa Freyja.                                                                           | WGPSN |
| Pekko      | 18° 18′ N, 5° 24′ O / 18.3°N,5.4°O     | 62,0          | Pekko - mitologia ugrofinesa, déu del blat i de la cervesa.                                                                     | WGPSN |
| Randver    | 71° 54′ S, 53° 54′ O / 71.9°S,53.9°O   | 28,0          | Randver - personatge de la mitologia nòrdica, ancestre d'Ótr.                                                                   | WGPSN |
| Reginleif  | 66° 00′ S, 96° 30′ O / 66°S,96.5°O     | 54,8          | Reginleif - valquíria de la mitologia nòrdica. El nom vol dir «signe de poder».                                                 | WGPSN |
| Reginn     | 39° 48′ N, 90° 06′ O / 39.8°N,90.1°O   | 57,0          | Reginn - mitologia nòrdica, nan que forja l'espasa Gram per a Sigurd.                                                           | WGPSN |
| Reifnir    | 50° 48′ S, 54° 18′ O / 50.8°S,54.3°O   | 36,8          | Reifnir - personatge de la mitologia nòrdica, ancestre d'Ótr.                                                                   | WGPSN |
| Rigr       | 70° 48′ N, 115° 24′ E / 70.8°N,115.4°E | 72,5          | Ríg - mitologia nòrdica, una poderosa i forta divinitat sàvia, avantpassat ancestral de les tres classes de la societat humana. | WGPSN |
| Rongoteus  | 53° 36′ N, 106° 06′ O / 53.6°N,106.1°O | 35,5          | Rongoteus - mitologia dels carelians, déu de la collita de sègol.                                                               | WGPSN |
| Rota       | 27° 12′ N, 108° 24′ O / 27.2°N,108.4°O | 45,0          | Rota - valquíria de la mitologia nòrdica. El nom vol dir «foscor» i «tempesta».                                                 | WGPSN |
| Saga       | 0° 36′ N, 34° 06′ E / 0.6°N,34.1°E     | 11,1          | Saga - mitologia nòrdica, esposa d'Odin. Aquest cràter s'utilitza per definir el primer meridià de Cal·listo.                   | WGPSN |
| Sarakka    | 3° 18′ S, 53° 30′ O / 3.3°S,53.5°O     | 47,7          | Sarakka - mitologia sami, deïtat celestial. També s'anomena Maderakka o Uksakka.                                                | WGPSN |
| Seqinek    | 55° 30′ N, 25° 24′ O / 55.5°N,25.4°O   | 80,7          | Seqinek - mitologia nòrdica, déu del Sol.                                                                                       | WGPSN |
| Sholmo     | 53° 42′ N, 16° 12′ O / 53.7°N,16.2°O   | 57,0          | Sholmo - mitologia ugrofinesa, deïtat celestial.                                                                                | WGPSN |
| Sigyn      | 35° 54′ N, 29° 00′ O / 35.9°N,29°O     | 49,8          | Sigyn - mitologia nòrdica, deessa i esposa de Loki.                                                                             | WGPSN |
| Skeggold   | 49° 42′ S, 31° 54′ O / 49.7°S,31.9°O   | 43,0          | Skeggöld - valquíria de la mitologia nòrdica. El nom significa «era de la destral».                                             | WGPSN |
| Sköll      | 55° 36′ N, 44° 24′ E / 55.6°N,44.4°E   | 59,6          | Skǫll - mitologia nòrdica, el malvat llop que persegueix el Sol per devorar-lo.                                                 | WGPSN |
| Skuld      | 10° 00′ N, 37° 54′ O / 10°N,37.9°O     | 91,8          | Skuld - mitologia nòrdica, una de les tres Nornes.                                                                              | WGPSN |
| Sudri      | 55° 54′ N, 135° 36′ O / 55.9°N,135.6°O | 69,5          | Suðri - mitologia nòrdica, un dels quatre nans que sostenen la volta celeste.                                                   | WGPSN |
| Sumbur     | 67° 06′ N, 34° 48′ E / 67.1°N,34.8°E   | 37,9          | Sumbur - mitologia dels buriats, la muntanya que regna l'estrella del nord.                                                     | WGPSN |
| Tapio      | 30° 06′ N, 108° 36′ O / 30.1°N,108.6°O | 52,2          | Tapio - mitologia finlandesa, deïtat de la caça.                                                                                | WGPSN |
| Thekkr     | 80° 18′ S, 62° 00′ O / 80.3°S,62°O     | 13,0          | Thekkr - nan de la mitologia nòrdica.                                                                                           | WGPSN |
| Thorir     | 31° 54′ S, 66° 42′ O / 31.9°S,66.7°O   | 62,7          | Thorir - personatge de la mitologia nòrdica, ancestre d'Ótr.                                                                    | WGPSN |
| Tindr      | 2° 18′ S, 4° 30′ E / 2.3°S,4.5°E       | 75,8          | Tindr - personatge de la mitologia nòrdica, ancestre d'Ótr.                                                                     | WGPSN |
| Tontu      | 27° 36′ N, 100° 18′ O / 27.6°N,100.3°O | 40,2          | Tontu - mitologia finlandesa, un haltija o gnom que habita o custòdia un lloc. Equivalent al Tomte de la mitologia sueca.       | WGPSN |
| Tornarsuk  | 28° 48′ N, 127° 36′ O / 28.8°N,127.6°O | 99,0          | Tornarsuk - mitologia finlandesa, déu del més enllà.                                                                            | WGPSN |
| Tyll       | 44° 48′ N, 166° 30′ O / 44.8°N,166.5°O | 68,7          | Suur Tõll - heroi de la mitologia estoniana.                                                                                    | WGPSN |
| Tyn        | 71° 06′ N, 127° 30′ E / 71.1°N,127.5°E | 63,0          | Tyn - mitologia germana, deïtat suprema.                                                                                        | WGPSN |
| Uksakka    | 49° 30′ S, 42° 12′ O / 49.5°S,42.2°O   | 22,5          | Uksakka - mitologia sami, deïtat celestial També s'anomena Maderakka o Sarakka.                                                 | WGPSN |
| Valfödr    | 1° 18′ S, 113° 00′ E / 1.3°S,113°E     | 101,5         | Valföðr - mitologia nòrdica, un dels epítets d'Odin, que significa «pare dels escollits».                                       | WGPSN |
| Vali       | 9° 42′ N, 34° 42′ E / 9.7°N,34.7°E     | 54,3          | Váli - personatge de la mitologia nòrdica, ancestre d'Ótr.                                                                      | WGPSN |
| Vanapagan  | 39° 30′ N, 158° 30′ O / 39.5°N,158.5°O | 62,7          | Vanapagan - mitologia estoniana, déu de la vida després de la mort.                                                             | WGPSN |
| Veralden   | 33° 18′ N, 95° 30′ O / 33.3°N,95.5°O   | 75,2          | Veralden - mitologia sami, déu de la fertilitat.                                                                                | WGPSN |
| Vestri     | 45° 18′ N, 52° 30′ O / 45.3°N,52.5°O   | 77,3          | Vestri - mitologia nòrdica, un dels quatre nans que sostenen la volta celestial.                                                | WGPSN |
| Vidarr     | 12° 06′ N, 166° 36′ E / 12.1°N,166.6°E | 78,0          | Viðarr - mitologia nòrdica, fill d'Odin i Gríðr, el més fort dels déus, després de Thor.                                        | WGPSN |
| Vitr       | 22° 06′ S, 10° 36′ E / 22.1°S,10.6°E   | 72,8          | Vitr - nan de la mitologia nòrdica.                                                                                             | WGPSN |
| Vu-Murt    | 21° 30′ N, 170° 18′ O / 21.5°N,170.3°O | 34,5          | Vu-Murt - mitologia estoniana, esperit de l'aigua.                                                                              | WGPSN |
| Vutash     | 31° 36′ N, 102° 18′ O / 31.6°N,102.3°O | 46,2          | Vutash - mitologia estoniana, esperit de l'aigua.                                                                               | WGPSN |
| Ymir       | 51° 30′ N, 99° 42′ O / 51.5°N,99.7°O   | 79,0          | Ymir - mitologia nòrdica, el primer gegant de gel, el món neix del seu assassinat.                                              | WGPSN |
| Yuryung    | 54° 42′ S, 85° 42′ O / 54.7°S,85.7°O   | 75,1          | Yuryung - deïtat celestial dels iakuti.                                                                                         | WGPSN |

## Nomenclatura abolida
| Cràter  | Coordenades                        | Diàmetre (km) | Epònim                                                                                        | Motiu |
| ------- | ---------------------------------- | ------------- | --------------------------------------------------------------------------------------------- | --- |
| Aningan | 50° 30′ N, 8° 12′ O / 50.5°N,8.2°O | 287,0         | Aningan - mitologia inuit de Groenlàndia, dessa de la Lluna. També anomenada Igaluk a Alaska. | Identificat l'any 1979, es va abolir posteriorment quan van haver imatges més detallades disponibles en les quals ja no es podia reconèixer. |